# オールナイトニッポンPODCAST
『オールナイトニッポンPODCAST』（オールナイトニッポンポッドキャスト）は、ニッポン放送で2021年10月4日から配信している「オールナイトニッポン」ブランドの番組。略称は「ANNP」。

## 概要
これまで、ニッポン放送 PODCAST STATIONでは、オールナイトニッポンiを配信してきたが、新たに『オールナイトニッポン』、『オールナイトニッポン0』、『オールナイトニッポンX』に続く『第四のブランド』として新たに誕生した。パーソナリティは、以前から、『オールナイトニッポンi』として放送していた、トータルテンボス、蛙亭、銀シャリに加え、アンガールズ、トム・ブラウンがそれぞれ月曜日から金曜日を担当、土曜日は月替りでこれからの活躍を期待されている芸人が月替わりで担当する。
これについて、オールナイトニッポンの番組プロデューサーの冨山雄一は「今まで「オールナイトニッポン」のパーソナリティになる方法は、特番の反響を踏まえて、レギュラー起用につながるというルートが圧倒的でした。そうした中で違うルートを構築できないかなと考えている時に、ポッドキャストの世界からオールナイトニッポンパーソナリティが誕生する未来はありそうだなと思っていました。そのタイミングで、デジタルの部署が新たなオリジナルコンテンツを企画していたので、せっかくならオールナイトと組み合わせた形でやりましょうとなりました。」とした上で「今の芸人さんは、GERAやRadiotalkといった色々な配信アプリでトーク番組をやっているので、『オールナイトニッポンPODCAST』ではコアのお笑いファン向けというよりは、もうちょっとライトな一般層に向けたトークを意識して頂くようにお願いしています。放送局でやっている以上、地上波と地続きではあるのでこの番組が地上波になったときにどういう感じのトークになるのか見てみたいなという視点です。」と述べている。さらに、冨山は「これまで同じ社内でもデジタルの部署と地上波の『オールナイトニッポン』との関わりがありませんでした。Podcastを新たに進めていこうというところで、今まで絡みがなかった『オールナイトニッポン』と掛け合わせてみようとの試みから、地上波放送に則って月から土曜までの帯で配信しようということになったんです。」とした上で「まず、アンガールズさんもトム・ブラウンさんも『オールナイトニッポン0(ZERO)』特番での反響が大きかったことはあります。あとはどちらのコンビも2人だけで膝を突き合わせてトークする番組がなかったので、それを聴きたかったという理由もありますね。これまでは『オールナイトニッポン0(ZERO)』の特番で反響があればそのまま地上波放送のレギュラーになるという流れがあったのですが、今回はまずPodcastでやってみようということになりました。今後はPodcast界隈から地上波番組のレギュラーになるという流れも出てきそうなので、その土台を作ることができればと思っています。」とも述べている。
2024年4月より「オールナイトニッポンPODCAST ランジャタイの伝説のひとりぼっち集団」がスタート。ANNPの月替わりパーソナリティからレギュラーパーソナリティに抜擢されたのはランジャタイが初となる。また、ANNPが始まって以来初めてのパーソナリティ交代となった。

## パーソナリティ

### レギュラーパーソナリティ

#### 現在のパーソナリティ
日付は暦日で記載している。
| 曜日   | 配信開始日    | パーソナリティ   | タイトル                                                                  |
| ------ | ------------- | ---------------- | ------------------------------------------------------------------------- |
| 月曜日 | 2021年10月4日 | トータルテンボス | オールナイトニッポンPODCAST トータルテンボスのぬきさしならナイト! Season2 |
| 火曜日 | 2024年10月1日 | 男性ブランコ     | オールナイトニッポンPODCAST 男性ブランコのおしゃべりマレット              |
| 水曜日 | 2021年10月6日 | 銀シャリ         | オールナイトニッポンPODCAST 銀シャリのおトぎばなし                        |
| 木曜日 | 2021年10月7日 | アンガールズ     | オールナイトニッポンPODCAST アンガールズのジャンピン                      |
| 金曜日 | 2021年10月8日 | トム・ブラウン   | オールナイトニッポンPODCAST トム・ブラウンのニッポン放送圧縮計画          |
| 土曜日 | 2021年10月9日 | （月替わり）     | ○○（パーソナリティー名）のオールナイトニッポンPODCAST                     |

#### 過去のパーソナリティ
| 曜日   | 放送期間                      | パーソナリティ | タイトル                                                         | 備考              |
| ------ | ----------------------------- | -------------- | ---------------------------------------------------------------- | ----------------- |
| 火曜日 | 2021年10月5日 - 2024年3月26日 | 蛙亭           | オールナイトニッポンPODCAST 蛙亭のトノサマラジオ                 | [ 7 ]             |
| 火曜日 | 2024年4月2日 - 2024年8月6日   | ランジャタイ   | オールナイトニッポンPODCAST ランジャタイの伝説のひとりぼっち集団 | [ 注 3 ] [ 注 4 ] |

### レギュラー以外のパーソナリティ
| 曜日   | 放送期間                      | パーソナリティ                    | タイトル                                                            | 備考     |
| ------ | ----------------------------- | --------------------------------- | ------------------------------------------------------------------- | -------- |
| 土曜日 | 2023年7月1日 - 2024年12月28日 | chelmico                          | chelmicoのオールナイトニッポンPODCAST supported by ヤマハ発動機     |          |
| 土曜日 | 2024年11月2日 -               | 佐々木彩夏（ももいろクローバーZ） | オールナイトニッポンPODCAST 佐々木彩夏の０１００（ゼロヒャク）      | [ 9 ]    |
| 土曜日 | 2025年1月18日 - 2025年4月5日  | ガングリオン                      | ガングリオンのオールナイトニッポンPODCAST                           | [ 注 5 ] |
| 日曜日 | 2023年11月19日 - 2024年5月5日 | えびしゃ                          | えびしゃのオールナイトニッポンPODCAST                               | [ 注 5 ] |
| 日曜日 | 2024年11月3日 -               | 佐藤栞里                          | オールナイトニッポンPODCAST さとしおあちぇとぺぺ -餃子オンザライス- | [ 10 ]   |

### 月替わりパーソナリティ一覧
| 月   | パーソナリティ   | 備考・出典 |
| ---- | ---------------- | ---------- |
| 10月 | Gパンパンダ      | [ 2 ]      |
| 11月 | ランジャタイ     | [ 11 ]     |
| 12月 | まんじゅう大帝国 | [ 12 ]     |

| 月   | パーソナリティ         | 備考・出典 |
| ---- | ---------------------- | ---------- |
| 1月  | ママタルト             | [ 13 ]     |
| 2月  | XXCLUB                 | [ 14 ]     |
| 3月  | 高田ぽる子とやす子     | [ 15 ]     |
| 4月  | モグライダー           | [ 16 ]     |
| 5月  | エルフ                 | [ 17 ]     |
| 6月  | カミナリ               | [ 18 ]     |
| 7月  | ガクヅケ               | [ 19 ]     |
| 8月  | ラバーガール           | [ 20 ]     |
| 9月  | かが屋                 | [ 21 ]     |
| 10月 | パンプキンポテトフライ | [ 22 ]     |
| 11月 | ぱーてぃーちゃん       | [ 23 ]     |
| 12月 | 怪奇!YesどんぐりRPG    | [ 24 ]     |

| 月   | パーソナリティ | 備考・出典 |
| ---- | --- | ---------- |
| 1月  | ヤーレンズ | [ 25 ]     |
| 2月  | キュウ | [ 26 ]     |
| 3月  | ジャガモンド | [ 27 ]     |
| 4月  | ナイツ ザ・ラジオショー presents ニュースターのオールナイトニッポンPODCAST パーソナリティ：演芸おんせん、小仲くん、じぐざぐ、八幡カオル | [ 28 ]     |
| 5月  | ニッポンの社長 | [ 29 ]     |
| 6月  | ストレッチーズ | [ 30 ]     |
| 7月  | カカロニ | [ 31 ]     |
| 8月  | ラパルフェ | [ 32 ]     |
| 9月  | さすらいラビー | [ 33 ]     |
| 10月 | 男性ブランコ | [ 34 ]     |
| 11月 | ジグザグジギー | [ 35 ]     |
| 12月 | 東京ホテイソン | [ 36 ]     |

| 月   | パーソナリティ                       | 備考・出典 |
| ---- | ------------------------------------ | ---------- |
| 1月  | 令和ロマン                           | [ 37 ]     |
| 2月  | 中西茂樹（なすなかにし）             | [ 38 ]     |
| 3月  | 9番街レトロ                          | [ 39 ]     |
| 4月  | 梵天                                 | [ 40 ]     |
| 5月  | 滝音                                 | [ 41 ]     |
| 6月  | 地獄変（ななまがり・すゑひろがりず） | [ 42 ]     |
| 7月  | 三日月マンハッタン                   | [ 43 ]     |
| 8月  | サルゴリラ                           | [ 44 ]     |
| 9月  | 永野                                 | [ 45 ]     |
| 10月 | ゆりやんレトリィバァ                 | [ 46 ]     |
| 11月 | ダンビラムーチョ                     | [ 47 ]     |
| 12月 | クロちゃん（安田大サーカス）         | [ 48 ]     |

| 月  | パーソナリティ       | 備考・出典 |
| --- | -------------------- | ---------- |
| 1月 | ダイタク             | [ 49 ]     |
| 2月 | みなみかわ           | [ 50 ]     |
| 3月 | にぼしいわし         | [ 51 ]     |
| 4月 | バッテリィズ         | [ 52 ]     |
| 5月 | 友田オレ             | [ 53 ]     |
| 6月 | ナイチンゲールダンス | [ 54 ]     |
| 7月 | おいでやす小田       | [ 55 ]     |
| 8月 | ロングコートダディ   | [ 56 ]     |

### 特別番組パーソナリティ
| 日付           | パーソナリティ | タイトル                                                                | 備考・出典 |
| -------------- | -------------- | ----------------------------------------------------------------------- | ---------- |
| 2021年12月31日 | クールポコ。   | クールポコ。のオールナイトニッポンPODCAST 2021年 勝手に年越しスペシャル | [ 57 ]     |
| 2023年12月31日 | クールポコ。   | クールポコ。のオールナイトニッポンPODCAST 2023年 勝手に年越しスペシャル | [ 58 ]     |